# 아버지, 당신의 자리
《아버지, 당신의 자리》는 2009년 10월 5일부터 10월 6일까지 SBS에서 방영된 특집드라마이다.

## 등장 인물

### 주요 인물
- 이순재 : 이성복 역
- 정혜선 : 한말순 역

### 그외 인물들
- 이정헌 : 이민철 역
- 송채환 : 민철 처 역
- 권재환 : 이광철 역
- 이승민 : 광철 처 역
- 이혜은 : 이청희 역
- 임승대 : 정명환 역
- 이디엘 : 이희철 역
- 김지영 : 성님 역
- 양택조 : 고덕춘 역
- 황보라 : 미옥 역
- 김준형 : 허영호 역
- 이승형 : 젊은 성복 역
- 오아랑 : 젊은 말순 역
- 서주희
- 강빛
- 김관우
- 김란영